# Santuario della Madonna dell'Acquasanta
Il santuario della Madonna dell'Acquasanta è un luogo di culto cattolico situato nella località di Acquasanta nel comune di Montalto Carpasio, in provincia di Imperia. L'edificio religioso è posizionato in un bosco di castagni, luogo usato anticamente per la transumanza, a 372 metri sul livello del mare.

## Storia e descrizione
L'edificio fu fondato nel 1453 a seguito, secondo la tradizione orale locale, del miracolo compiuto dalla Vergine Maria verso un vecchio infermo del luogo. Secondo il racconto orale l'uomo, supportato dalle parole della Madonna, si immerse e bevve l'acqua miracolosamente sgorgata da una fonte guarendo dai mali.
Il santuario venne in seguito saccheggiato dai pirati barbareschi e il tremendo terremoto del 23 febbraio 1887 lo distrusse completamente. Nuovamente ricostruito alla fine del XIX secolo conserva ancora opere originarie come il pozzo del 1486.
L'omonima statua marmorea della Madonna è stata realizzata nel 1602 a Genova, portata via mare a Sanremo e quindi trasportata al santuario a dorso di mulo.